# Dan Matuška
Dan Matuška (* 14. února 1949) je český fotbalový trenér a bývalý fotbalista.

## Fotbalová kariéra
Začínal v Lázních Bohdaneč a VCHZ Pardubice, dále hrál i za Lokomotivu Pardubice. V seniorské kategorii hrál za Sigmu Olomouc, kariéru mu ukončilo zranění menisku v roce, kdy Olomouc postupovala do první ligy.

## Trenérská kariéra
Trenérskou kariéru začínal v Sigmě Olomouc jako asistent Milana Máčaly u A-týmu a jako trenér mládeže. V lize vedl Duklu Praha v sezóně 1993/94. V dalších sezónách vedl ve druhé lize FC Slušovice a 1. FC Přerov. Dále působil v lize jako hlavní trenér SK Sigma Olomouc, po tomto angažmá vedl i reprezentaci Dubaje do 20 let, HFK Třebíč, 1. HFK Olomouc a Dub nad Moravou.